# Dynastia konstantyńska
Dynastia konstantyńska – dynastia panująca w Cesarstwie Rzymskim w latach 305–363. Pierwszym panującym z tej dynastii był Konstancjusz I Chlorus. Jego syn Konstantyn I Wielki po licznych wojnach domowych zjednoczył państwo (324) i ustanowił nową stolicę w greckim Bizancjum (Konstantynopol). Po jego śmierci nastąpił okres wojen domowych pomiędzy jego potomkami. Ostatnim przedstawicielem dynastii był Julian Apostata (zm. 363). 

## Cesarze rzymscy z dynastii konstantyńskiej
- Konstancjusz I Chlorus 305–306
- Konstantyn I Wielki 306–337
- Kryspus 317–326
- Dalmacjusz 335–337
- Hannibalian 335–337
- Konstantyn II 337–340 (Brytania, Galia i Hiszpanię)
- Konstans 337–350 (Bałkany i Afryka; od 350 na całym Zachodzie)
- Konstancjusz II 337–361
  - Nepocjan 350 (uzurpator w Rzymie)
  - Konstancjusz Gallus 351–354 (cezar na Wschodzie)
- Julian Apostata 361–363
  - Prokopiusz 365–366 (uzurpator w Konstantynopolu)